# Caryanda sanguineoannulata
Caryanda sanguineoannulata är en insektsart som beskrevs av Brunner von Wattenwyl 1893. Caryanda sanguineoannulata ingår i släktet Caryanda och familjen gräshoppor. Inga underarter finns listade i Catalogue of Life.